# جوزپه فورنیتو
جوزپه فورنیتو (انگلیسی: Giuseppe Fornito؛ زادهٔ ۶ سپتامبر ۱۹۹۴) بازیکن فوتبال اهل ایتالیا است.
از باشگاه‌هایی که در آن بازی کرده‌است می‌توان به باشگاه فوتبال کوزنتسا کالچو، باشگاه فوتبال دلفینو پسکارا، و باشگاه فوتبال ناپولی اشاره کرد.
وی همچنین در تیم‌های ملی فوتبال زیر ۱۶ سال ایتالیا، زیر ۱۷ سال ایتالیا، و زیر ۱۹ سال ایتالیا بازی کرده‌است.